# Společnost nevolnosti
Společnost nevolnosti je kniha filosofa Václava Bělohradského. Jedná se o sbírku esejů a rozhovorů, v nichž se autor zabývá problémy současné společnosti, a to z filosofického hlediska. Václav Bělohradský v knize říká, že současná společnost je „společností nevolnosti“, čímž navazuje na knihu Miloslava Petruska Společnosti pozdní doby. Nevolnost je dána neustálou potřebou progresivního vývoje, ekonomického růstu a rozvoj. Člověk tak přichází o svoji lidskost, kultura je upozaděna, upadá role státu, vše je podřízeno globalizaci a konzumu. Autorovi je z takového stavu nevolno a domnívá se, že není jediný.
Autor ve svých textech vychází, příp. dále rozvíjí myšlenky mnoha jiných (většinou) filosofů, mimo jiné například Gianni Vattima, Jana Patočky, Herberta Marcuse, Marshalla McLuhana, Guye Deborda, Piera Paola Pasoliniho, Karla Marxe a dalších.

## Jednotlivé myšlenky
V dnešní době klesá zájem o filosofii jako vědu, přesto je však důležité neustále si klást otázky. Správná výchova a vývoj člověka má spočívat v tázání se na svět, což je ale v současnosti upozaděno a lidé jsou dostávají příliš mnoho informací, o kterých nejsou kvůli jejich množství schopni přemýšlet.
Tyto informace navíc přicházejí z různých částí světa a tato komunikační propojenost vyvolává klamný dojem, že je lidstvo v přirozeném stavu jednotné a veškerá rozporuplnost je důsledkem chyby. Takový předpoklad vyvolává snahu o vytvoření universa, obecně platné pravdy.
Dochází tak k „totálnímu konformismu“, podřízení se kapitalismu, globalizaci a růstu. V praxi to znamená, že si máme (ba dokonce musíme) užívat a žít na dluh (Bělohradský říká, že i ekonomika žije na dluh – drancuje životní prostředí a neobnovuje jej), protože jedině tak lze dosáhnout růstu a pokroku. Lidé, kteří se nehodlají podřídit, jsou považováni za šílence nebo extremisty. K posuzování toho, co je správné a co špatné slouží „objektivita“ (autor tuto objektivitu dává záměrně do uvozovek), která vychází z „odborného“ přístupu. Co je vědecky potvrzeno, nelze vyvracet či popírat. Bělohradský však říká, že pravá objektivita spočívá v mnohostranném úhlu pohledu, kdy se vezmou v potaz všechny možné faktory (tj. i neodborné) a jejich vyhodnocením dojít k objektivnímu závěru.
Pluralita je nutná i ve společnosti jako takové. Stát má společnost chránit před vládou jednoho přístupu a vytvářet podmínky prostor pro diskuzi. Pokud svoji funkci neplní nemá dojít k revoluci, která radikalizuje a zaslepuje, ale lidé mají být vzpurní.

## Rozhovory autora o knize
Václav Bělohradský v pořadu „Před půlnocí“ v České televizi ČT24 v únoru 2008 uvedl za jeden z důvodů nevolnosti odmítnutí nazvat chybu chybou při privatizaci. Podle něj podstatou jazyka není dostat se k „pravé skutečnosti“ ale vést takový dialog, v kterém se dozvím i to, co jsem se dozvědět nechtěl.
V rozhovoru o své knize Společnost nevolnosti pro Český rozhlas Vltava 4. 5. 2008 autor hovořil o důvodech „nevolnosti“. Podle něj je například málo důvodů pro to, abychom nechali světélkovat rypáček prasátka.Je to podle Bělohradského typický případ doby, kdy možností je hodně, ale důvodů málo. Jedná se o něco, co dle něj nelze zdůvodnit před tribunálem rozumu. Zisk je podle něj legitimním důvodem, ale když je jediným důvodem, tak je to problém společnosti.
V pořadu Čtenářský deník České televize ČT24 v roce 2011 autor řekl, že žijeme v době imperialismu vlastních soukromých světů a v zanedbávání toho soukromého. Přitom nevolnost pramení z vědomí, že mezi tím budováním soukromých světů a skládkou odpadků je nějaký vztah, ale společnost ještě nemá dost odvahy si to připustit. Na otázku zda by svoji knihu přiřadil spíše k filosofii či literatuře autor odpověděl, že hranice mezi filosofií a literaturou je třeba zbourat.

## Recenze
Petr Fischer v Hospodářských novinách 18. 1. 2008 popsal témata esejů jako globální – od životního prostředí přes dělení světa na „my“ a „oni“ po vzestup „hyperburžoazie a krizi hodnot. Podle Fischera je psaní Václava Bělohradského, jako italského profesora českého původu, spojeno s nutkáním vracet se domů. Díky tomu Václav Bělohradský píše ze středoevropské pozice, jako z kulturního místa, přičemž proniká do globálního veřejného prostoru. To je podle Petra Fischera pro autora typické od osmdesátých let, kdy se zabýval fenoménem Mitteleuropy.
Vojtěch Varyš v Respektu 17. 3. 2008 označil sbírku esejů Václava Bělohradského za plnohodnotnou literaturu. Oceňuje jeho stylistiku, rytmické opakování výrazných slov a slovní humor. Ač podle Vojtěcha Varyše není na první pohled sbírka esejů záživným čtením, označuje styl Václava Bělohradského za strhující a přirovnává ho k Thomasi Bernhardovi.

## Kritika
Aleš Knapp v pořadu Mozaika v Českém rozhlasu Vltava 21. 5. 2008 označil knihu Společnost nevolnosti jako „rádoby znechucení současným světem“, přičemž se nejedná o text filosofa ale o politický program. Podle Knappa se Václav Bělohradský touto knihou neodklonil od liberalismu, jak někteří tvrdí, neboť Václav Bělohradský ani nikdy liberalistou nebyl. Aleš Knapp kritizuje Václava Bělohradského za to, že ač ctí za modly Alexandra Solženicyna a filosofa Jana Patočku, semlel ve svých esejích Marxe s Wittgensteinem, dadaismus s Hegelem. Ve stati Komunistický manifest v novém tisíciletí Václav Bělohradský tvrdí, že v „komunismu bylo mnoho dobrého a pravdivého“, a proto podle Knappa zde není filosofem ani na oko. Aleš Knapp popisuje Bělohradského jako politického aktivistu, odmítajícího jakoukoliv filosofickou reflexi.